# جیمز اسلایف
جیمز اسلایف (انگلیسی: James C. Slife؛ زادهٔ ۱۹۶۷) ژنرال بازنشسته نیروی هوایی ایالات متحده آمریکا است، که در فاصله سال‌های ۲۰۲۳ تا ۲۰۲۵ به‌عنوان جانشین رئیس ستاد نیروی هوایی فعالیت می‌کرد.
اسلاید فعالیت نظامی را از سال ۱۹۸۹ در نیروی هوایی آمریکا آغاز کرد، از ۲۰۱۵ تا ۲۰۱۷ فرماندهی بال ۱ عملیات ویژه را برعهده داشت، از ۲۰۱۷ تا ۲۰۱۸ رئیس ستاد فرماندهی عملیات ویژه ایالات متحده آمریکا بود و از ۲۰۱۸ تا ۲۰۱۹ به‌عنوان جانشین فرماندهی عملیات ویژه ایالات متحده آمریکا فعالیت می‌کرد.
وی در فاصله سال‌های ۲۰۱۹ تا ۲۰۲۲ فرماندهی ستاد فرماندهی عملیات‌های ویژه نیروی هوایی را برعهده داشت و از ۲۰۲۲ تا ۲۰۲۳ معاون عملیات نیروی هوایی آمریکا بود.